# (5948) Longo
(5948) Longo (1985 JL) – planetoida z pasa głównego asteroid okrążająca Słońce w ciągu 4,54 lat w średniej odległości 2,74 j.a. Odkryta 15 maja 1985 roku.